# Montevideo Basket Ball Club
Montevideo Basketball Club es un club de básquetbol fundado el 2 de diciembre de 1933 en el barrio La Comercial, ciudad de Montevideo, Uruguay. Actualmente tiene su sede social y deportiva en la calle Porongos 2203 esq. Martín García y se desempeña en la Liga Uruguaya de Ascenso (LDA) de la Federación Uruguaya de Basketball (FUBB).

## El Club
El club dispone de un Estadio Cerrado para Basketball llamado Héctor Novick con capacidad para 1500 espectadores. Además de un parrillero disponible para alquileres, gimnasio social, portería, departamento para socios, y dispondrá de un escenario polideportivo de medidas reglamentarias para basketball, handball, volleyball, gimnasia funcional, entre otras actividades a estrenarse en febrero de 2021.

## Historia
Montevideo se fundó el 2 de diciembre de 1933, tras el deseo de algunos muchachos de crear un club de básquetbol. Después de decidir entre varios nombres eligieron el nombre de Montevideo BasketBall Club. La primera cancha estaba ubicada en Martín García y República. Ahí la Roja empezó a hacer sus primeras armas.
Más adelante el cuadro pudo adquirir el predio de la calle Porongos y Martín García. Ya para la década del 60, Montevideo tenía una hermosa cancha techada con piso de parquet y tableros de acrílico siendo un ejemplo de nuestro básquetbol.
A lo largo de su historia, grandes jugadores vistieron la camiseta Roja del Mercado entre ellos Nelson 'Fogata' Demarco 4 veces Campeón Sudamericano y 2 veces Medallista Olímpico; Miguel Falchi fue de los grandes jugadores en su época, para algunos fue un adelantado dentro de la disciplina y también fue campeón sudamericano; Abraham Eidlin, Olímpico con Uruguay en Londres 1948; Alfredo Padula, Eddie 'Pocho' Longo, Claudio 'Pata' Pereira, Marcelo Arenas, Eduardo Savariz, Fernando Martínez, Álvaro Taibo, Maximiliano "El Espanta" Bo, entre tantos otros.

## La Campaña de 1986
En 1986 Montevideo venció a Welcome y se adjudicó el campeonato de Tercera de Ascenso, siendo un recordado partido por la parcialidad de El Rojo del Mercado. Más tarde gracias a la fusión de Defensor y Sporting, el club logró ascender a la primera división. Se jugaron 2 partidos con Atenas en el cilindro y logramos el ansiado retorno a primera. 

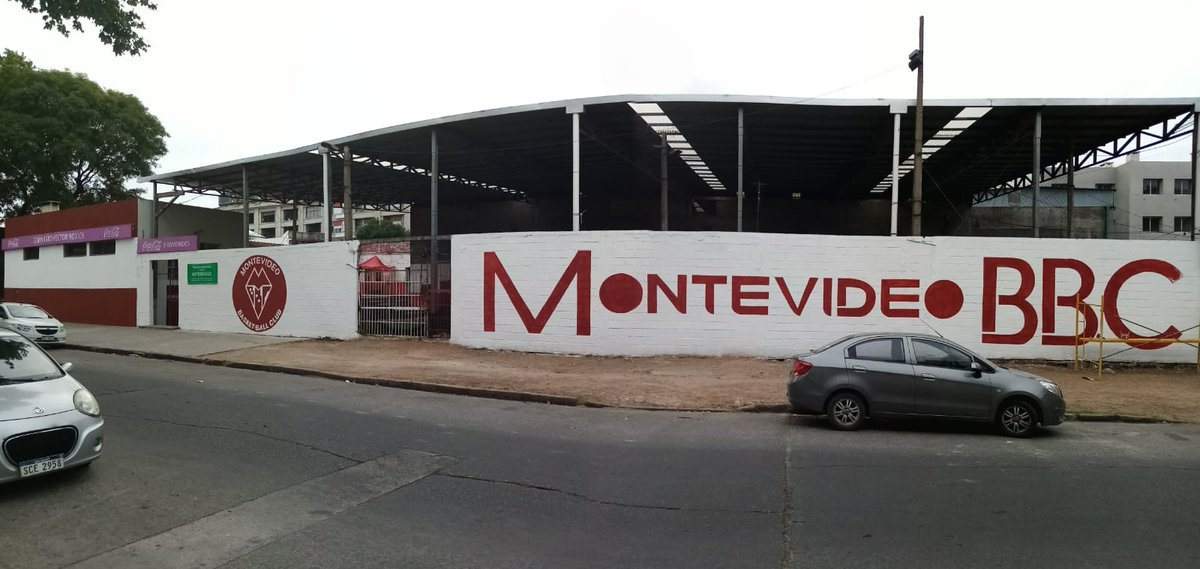
Sede Social y Deportiva

## Los Años 90s
En el año 91 se decía que segunda era mejor que primera, en ese año terminó tercero y no pudo subir, pero el comentario de la prensa en ese año era que valía la pena pagar la entrada para ver a Montevideo porque jugaba un excelente básquetbol, con el “Pata” Pereira y Daniel Taibo a la cabeza la Roja daba cátedra ganando varios partidos por 30 y hasta 40 puntos.
Más tarde en el 97 y después de una sucesión de diferentes problemas y gracias a fusiones y desafiliaciones de otros cuadros subió nuevamente a primera donde nos mantuvimos por 2 años con un cuadro casi enteramente de jóvenes nacidos del club.
Luego de tres muy buenas temporadas en Segunda y Segunda A, el club toma la decisión de desafiliarse por problemas económicos. Luego de un año sin presentar el primer equipo vuelve a competir en 2003 en la Divisional Tercera de Ascenso, haciéndolo de buena manera por tres temporadas.

## El Nuevo Milenio: Escalera al Cielo y Actualidad
En 2006, se decidió no presentar el primer equipo y empezar en 2007 presentando el plantel en DTA, quedando eliminado ante el Capitol en el que jugaban jugadores de la casa como Álvaro Taibo y Guillermo Soria.
En el año 2008, el club logra el título de campeón de DTA y el ascenso al Torneo Metropolitano (Segunda) con figuras como Diego Taramasso, Agustín Iglesias, Luis Cuelho, Sebastián Díaz y la vuelta de jugadores de la casa Álvaro Taibo y Guillermo Soria.
En el 2009 sale campeón del Metropolitano manteniendo la base del año anterior y con los sub-23 de Biguá como pilar (Juan Cambón, Joaquín Osimani y Gonzalo Meira) volviendo a Primera División y disputando la Liga Uruguaya de Basketball para mantenerse en la categoría hasta principios de 2015, que tras una mala campaña, Montevideo vuelve a descender al Metropolitano.

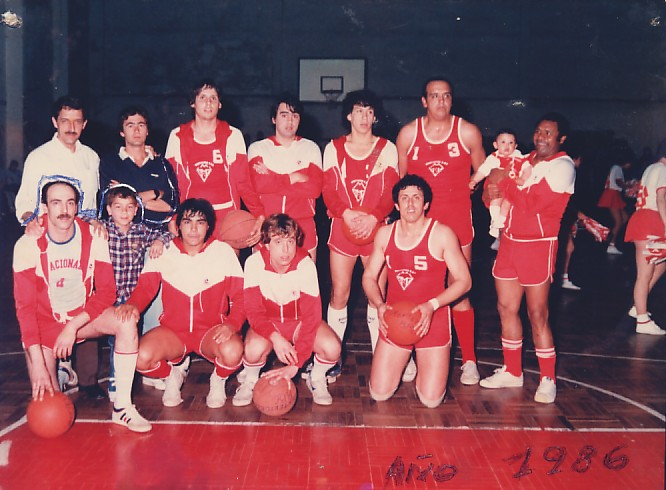
Plantel de 1986

En este Metropolitano luchó en los primeros puestos intentando subir a primera en el mismo año que bajó, pero no lo consiguió y jugó una temporada más en el Metropolitano (que pasaría a llamarse Liga Uruguaya de Ascenso). Tras una mala campaña Montevideo desciende en 2016 de Segunda a Tercera División. Para en 2017 pasar a jugar la DTA (Divisional Tercera de Ascenso), donde presentó un equipo íntegramente formado por juveniles del club. liderados por Marcelo Santos y Juan Ignacio Savariz.

## Palmarés

### Torneos nacionales
- 1945 Campeón Federal 2.ª de Ascenso
- 1954 Campeón Torneo Invierno 1.ª División
- 1963 Campeón Federal 2.ª de Ascenso
- 1986 Campeón Federal 3.ª de Ascenso
- 2008 Campeón Federal 3.ª de Ascenso
- 2009 Campeón Torneo Metropolitano 2.ª de Ascenso, tiene derecho a jugar la Liga Uruguaya de Basketball 2010-2011